# Glasbachrennen

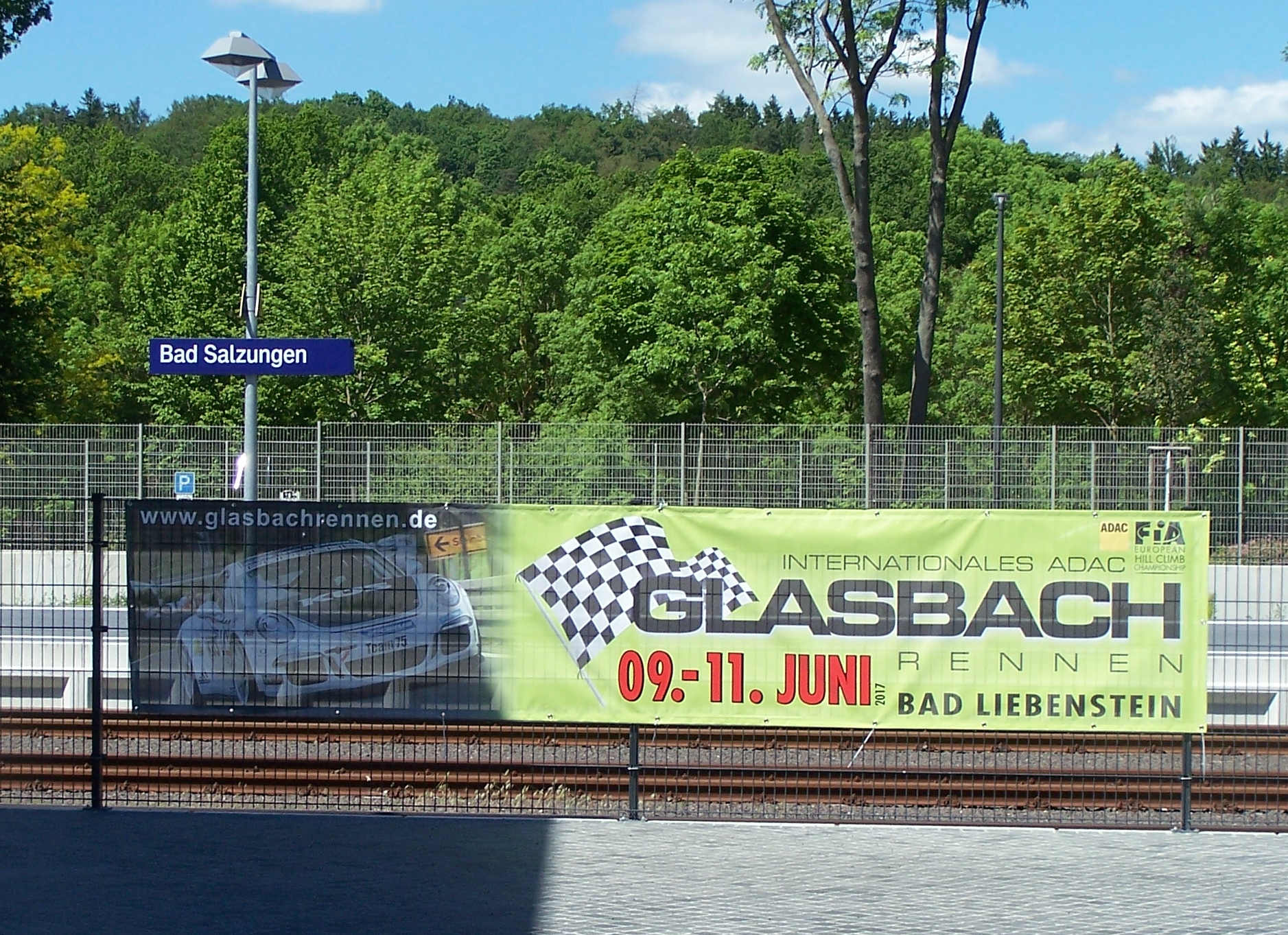
Werbung für das Glasbachrennen am Bahnhof Bad Salzungen (2017)

Das Glasbachrennen ist ein erstmals 1974 veranstaltetes Bergrennen für Automobile, das seit 2012 alljährlich im „Altensteiner Oberland“ (Stadt Bad Liebenstein) im Naturraum Thüringer Wald stattfindet.
Als Bergrennstrecke wird ein für das Rennen abgesperrtes Teilstück der Landesstraße 1027 genutzt.

## Rennstrecke

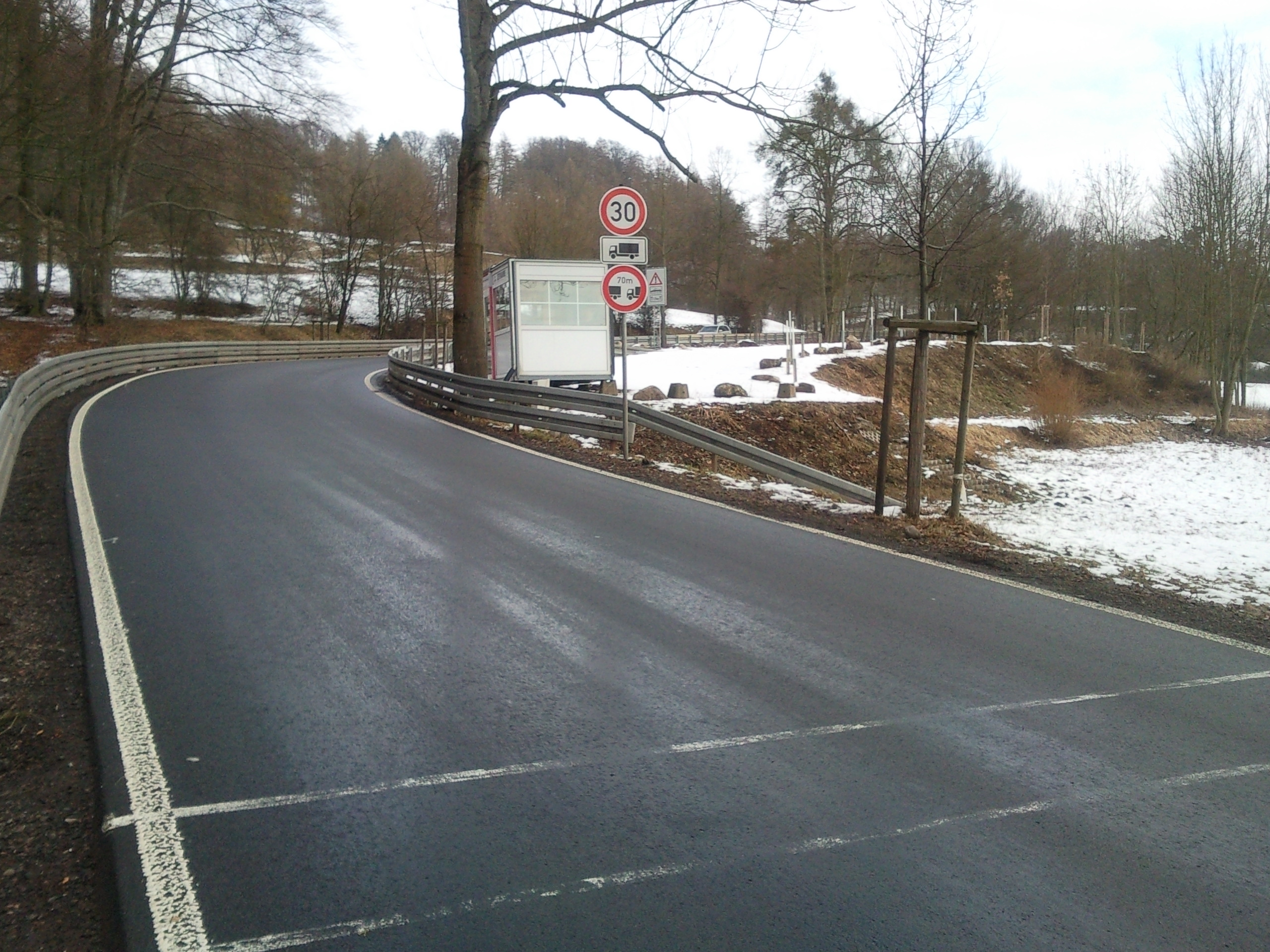
Startlinie

Die Rennstrecke mit 35 Kurven und einer Länge von 5500 m verläuft auf einem kurvenreichen Teilstück der Landesstraße 1027 vom Bad Liebensteiner Ortsteil Steinbach (Start: 380 m ü. NN) bis ca. 215 m vor die Einmündung der L 2119 in die L 1027, an der zugleich die L 1027 in den Rennsteig einmündet, (Ziel: 630 m ü. NN) den südwestlichen Hang des Thüringer Waldes hinauf und überwindet dabei einen Höhenunterschied von 250 m. Die Streckenführung folgt der natürlichen Geländeformation des Tales des Grumbaches an dessen nordwestlichem Hang und anschließend das Kallenbachtal an dessen westlichem Hang flussaufwärts entlang, wodurch sie zugleich den südwestlichen Hang des Thüringer Waldes hinauf in Richtung des Rennsteiges führt; im oberen Teil des Kallenbachtales überquert sie den Kallenbach und verlässt den nordöstlichen Hang des Tales Richtung Osten zunächst am südlichen, dann am östlichen Hang des Glasbachskopfes – einer Bergnase des Thüringer Waldes nahe der Wüstung Glasbach – entlang und dann in nördlicher Richtung über den Rücken der Bergnase zurück in das Kallenbachtal. Innerhalb der geschlossenen Ortschaft (im Sinne der StVO) von Steinbach ist die Strecke zugleich Teilstück der Glasbachstraße.
Die Wendestelle für die Rennfahrzeuge hinter der Aufstellung für die Rückführung befindet sich auf der Einmündung der L 1127 in die L 1027; die Aufstellung für die Rückführung erfolgt auf dem Rennsteig liegenden Teilstück der L 1027. Das Fahrerlager befindet sich wahlweise im Zentrum von Steinbach oder auf dem Sportplatz am Stadtrand von Bad Liebenstein.
Die Rennstrecke ist durch ihre Charakteristik einzigartig und aktuell die längste Bergrennstrecke Deutschlands, zugleich auch eine der modernsten Bergrennpisten Europas. Sie bietet Platz für ca. 25.000 Zuschauer und ermöglicht dabei vielfältige Veranstaltungsmöglichkeiten:
- Deutsche Bergmeisterschaft
- Europa-Bergmeisterschaft
- Klassik-Bergrennen
- Historische Gleichmäßigkeitsfahrten
- Nachwuchsserien
- Rennen für alternative Antriebe

## Geschichte
Von 1974 bis 1977 wurde die Motorsportveranstaltung vom MC Kali Merkers und danach bis 1990 mit Unterbrechungen vom MC Moorgrund, jeweils unter der Schirmherrschaft des ADMV ausgetragen. Bemerkenswert war dabei die Austragung als gemischtes Bergrennen unter Teilnahme vieler verschiedener Fahrzeugklassen, vom Motorrad (mit und ohne Beiwagen) über Sport- und Tourenwagen, bis hin zu Formelfahrzeugen. Zeitweise wurde hierbei auch die DDR-Meisterschaft im Bergrennen ausgetragen. Nach dem 15. Glasbachrennen, welches 1991 von der Veranstaltungsgemeinschaft MC Moorgrund und NMC Baunatal e. V. unter der Schirmherrschaft des ADAC ausgerichtet wurde, konnte aufgrund fehlender Sicherheitseinrichtungen wie z. B. doppelter Leitplanken und eines überaus schlechten Straßenbelages kein weiteres Rennen mehr veranstaltet werden.
Seit 2001 engagiert sich die Rennsportgemeinschaft „Altensteiner Oberland e. V.“ im ADAC mit Sitz im Bad Liebensteiner Ortsteil Steinbach für die Wiederbelebung des Bergrennsportes in Thüringen. Der Verein unter dem Vorsitz von Marcus Malsch kann dabei mit der Austragung des ADAC-Rennsteig-Bergrennen am nordöstlichen Hang des Thüringer Waldes (vom Bad Liebensteiner Ortsteil Steinbach aus betrachtet auf der gegenüberliegenden Seite des Rennsteiges) in den Jahren 2005 bis 2009 auf reichhaltige Erfahrungen verweisen.
Im Sommer 2011 wurde die Rennstrecke komplett saniert und von freiwilligen Helfern der Rennsportgemeinschaft, mit einem zusätzlichen Investitionsvolumen von 250.000 €, eine erste Teilstrecke von 2200 m mit doppelten Schutzplanken und einem selbstentwickelten Streckensicherungssystem versehen.
Mit dem 16. Internationalen ADAC Glasbachrennen vom 2.–4. September 2011 wurde die Motorsportveranstaltung nach genau 20-jähriger Pause, auf dem ersten Teilabschnitt über 2,2 km wiederbelebt. Dabei wurden mit einem internationalen Fahrerfeld Wertungsläufe für folgende Pokale ausgetragen:
- FiA Internationaler Hill Climb Challenge und European Hill Climb Cup
- DMSB Bergpokal für Tourenwagen und Bergpokal für Rennsportfahrzeuge
- Deutsche Berg-Meisterschaft
- Classic Berg Pokal
- KW Berg-Cup Gruppe H
- Sportwagen-Berg-Cup
- Int. ADAC FIVA Historic Bergmeisterschaft

Gesamtsieger wurde Milan Svoboda (Tschechien) auf einem Formel-3000 Lola-Zytek T96/50. Svoboda fuhr auch den Streckenrekord von 52,196 s, bezogen auf die Streckenlänge von 2200 m.
Das 17. Glasbachrennen fand vom 27.–29. Juli 2012 zum ersten Mal wieder auf der komplett fertiggestellten Strecke statt. Die Rennsportgemeinschaft „Altensteiner Oberland e. V.“ hatte mit Unterstützung durch den Freistaat Thüringen, den ADAC und durch Sponsoren die traditionsreiche Rennstrecke um 3300 m auf insgesamt 5,5 km Gesamtstreckenlänge erweitert. Des Weiteren trug die tschechische Bergmeisterschaft im Rahmen des 17. Glasbachrennens einen Wertungslauf zu ihrer Meisterschaft 2012 aus und feierte damit Premiere auf einer Rennstrecke in der Bundesrepublik Deutschland.
Im Rahmen des 18. Internationalen ADAC Glasbachrennens, dass vom 26.–28. Juli 2013 stattfand, wurde erstmals ein Wertungslauf zur FIA European Hill Climb Championship (FIA Europabergmeisterschaft) auf der Glasbach-Bergrennstrecke ausgetragen, wobei dies seither der einzige Wertungslauf zur Europameisterschaft in der Bundesrepublik Deutschland und zugleich der nördlichste Austragungsort der EM ist. Damit tritt das Glasbachrennen die Nachfolge des Trierer Bergrennens an und führt die lange Tradition legendärer deutscher Bergrennstrecken weiter, die bereits in den 1930er Jahren mit dem Schauinsland-Rennen begann.

## Streckenrekorde
- Auf der 2-km-Strecke fuhr im Jahr 2011 Milan Svoboda mit einem Lola-Zytek T96/50 die Streckenbestzeit von 0:52,196.
- Seit 2012 wird die 5-km-Strecke genutzt. Die Streckenbestzeit fuhr im Jahr 2013 Simone Faggioli mit 2:02,162. Beim 22. Internationalen ADAC Glasbachrennen 2017 stellte Christian Merli in seinem Osella FA 30 einen neuen Streckenrekord mit 1:58.440 auf.[5]